# Gahnia lacera
Gahnia lacera är en halvgräsart som först beskrevs av R.Lesson och Achille Richard, och fick sitt nu gällande namn av Ernst Gottlieb von Steudel. Gahnia lacera ingår i släktet Gahnia och familjen halvgräs. Inga underarter finns listade i Catalogue of Life.